# Trận Mobile Bay
Trận Mobile Bay, diễn ra ngày 5 tháng 8 năm 1864, là một trận đánh trong Nội chiến Hoa Kỳ, tại đó một hạm đội miền Bắc dưới quyền chỉ huy của Chuẩn Đô đốc David G. Farragut, với sự hỗ trợ của một lực lượng bộ binh, đã tấn công hạm đội miền Nam nhỏ hơn của Đô đốc Franklin Buchanan cùng với 3 đồn quân sự bảo vệ cửa vịnh Mobile.
Trận chiến này nổi tiếng với cuộc tiến quân dường như hấp tấp nhưng thành công của Farragut băng qua bãi mìn với tổn thất một tàu bọc sắt monitor, đã giúp hạm đội miền Bắc tiến sâu vào trong tầm đạn đại bác phòng thủ bờ biển của địch. Sau đó họ đánh tan hạm đội đối phương và miền Nam chỉ còn lại 1 tàu bọc sắt duy nhất, chiếc CSS Tennessee. Tàu Tennessee sau đó không bỏ cuộc mà vẫn tiếp tục giao chiến với toàn bộ hạm đội miền Bắc. Lớp giáp của Tennessee giúp nó có lợi thế và gây được nhiều thiệt hại cho đối phương hơn, nhưng cuối cùng vẫn không chống lại được số lượng quá chênh lệch các tàu địch. Cuối cùng tàu Tennessee bị thương không thể di chuyển hay bắn trả hạm đội miền Bắc. Thuyền trưởng tàu sau đó đã phải đầu hàng, trận đánh kết thúc. Do không còn hải quân hỗ trợ, cả ba đồn quân sự trong ngày hôm đó cũng đầu hàng. Quyền kiểm soát vịnh Mobile đã hoàn toàn nằm trong tay quân miền Bắc.
Mobile là hải cảng quan trọng cuối cùng trên vịnh Mexico về phía đông sông Mississippi thuộc về miền Nam, và việc cảng này bị khóa kín là bước cuối cùng trong việc hoàn tất cuộc phong tỏa của miền Bắc tại khu vực này.
Đây được xem là trận đánh đẫm máu nhất của hải quân trong cuộc Nội chiến Hoa Kỳ và là thắng lợi quyết định của phe miền Bắc, mặc dù đắt giá. Chiến thắng này, cũng như việc đánh chiếm thành phố Atlanta, đã được báo chí miền Bắc ca ngợi rầm rộ và trở thành một yếu tố quan trọng giúp dẫn đến thắng lợi của Abraham Lincoln trong cuộc bầu cử Tổng thống năm 1864.